# كريس براون (سياسي أمريكي)
كريس براون (بالإنجليزية: Chris Brown) هو سياسي أمريكي، ولد في 5 مارس 1971. حزبياً، نشط في الحزب الجمهوري. وقد انتخب عضو مجلس نواب مسيسيبي (2012 – ).